# 佐野吉彦
佐野 吉彦（さの よしひこ、1954年-）は、日本の建築家。神奈川県生まれ、兵庫県西宮市育ち。建築家佐野正一の長男。
株式会社安井建築設計事務所代表取締役社長。このほか、一般社団法人⽇本建築⼠事務所協会連合会会長、一般社団法人大阪府建築士事務所協会会⻑、公益社団法人日本建築家協会副会長、国際委員長、一般社団法人日本建築協会会長、一般社団法人日本建築学会学会賞審査委員、UIA2011東京大会（第24回世界建築会議）日本組織委員会運営部会⻑、京都工芸繊維大学大学院工芸研究科客員教授などを歴任。
現在、一般社団法人BIM教育機構会長（2021年-）、NPO法⼈取⼿アートプロジェクトオフィス理事⻑（2010年-）、平河町ミュージックス実⾏委員⻑（2009年-）、⼤連理⼯⼤学建築学部客員教授、瀋陽建築⼤学客員教授、釜山仁済大学特別招聘教授、東京理科⼤学⼯学研究科客員教授ほか。
2011年国土交通大臣表彰、2016年Honorary FAIA（アメリカ建築家協会名誉フェロー会員）、2022年黄綬褒章受章

## 略歴
- 1979年、東京理科大学工学部第一部建築学科卒業
- 1981年、東京理科大学大学院工学研究科建築学専攻修士課程修了
- 1981年-1986年、竹中工務店勤務
- 1986年、安井建築設計事務所に移籍。取締役社長室長就任
- 1987年、奈良町ハウジングコンペティションで佳作
- 1989年、安井建築設計事務所常務取締役東京事務所長
- 1992年、札幌近代文学館コンペティションで北海道知事特別奨励賞
- 1992年、安井建築設計事務所専務取締役
- 1997年、株式会社安井建築設計事務所代表取締役社長

## 代表作品
- メトロポリタンプラザ - 東京都豊島区、1993年鉄道建築協会賞
- 新千歳空港地下駅 - 北海道千歳市、1993年鉄道建築協会賞最優秀賞＜停車場建築賞＞。1994年第5回国際鉄道デザイン賞＜ブルネル賞＞受賞
- 有明パークビル - 東京都江東区 1999年
- 灘中学校・高等学校高校棟 - 兵庫県神戸市東灘区 2002年
- カトリック・レデンプトール修道会本部・カトリック聖アルフォンソ初台教会 - 東京都渋谷区 2003年照明学会照明普及賞受賞
- 東京汐留ビルディング - 東京都港区 2005年

## 著書等
- 日本建築学会百周年記念懸賞論文「バナキュラーブックスのゆくえ」1986年
- 「見えるもの　見えないもの」（阿部紘三、安東孝一と共著）集文社 1999年
- 「建築から学ぶこと」水声社 2007年
- 「つなぐことで、何かが起こる─建築から学ぶことⅡ」建築メディア研究所 2012年